# Багналл, Роджер
Роджер Шелер Багналл (англ. Roger S. (Shaler) Bagnall; род. 19 августа 1947, Сиэтл, Вашингтон) — американский антиковед, папиролог. Специалист по социально-экономической истории Египта в эпоху эллинизма, Римской империи и поздней античности.
Эмерит-профессор Колумбийского университета, где работал с 1974 года, с 2007 года также профессор Института изучения Древнего мира Нью-Йоркского университета (эмерит с 2017), его директор-основатель и ныне директор-эмерит.
Член Американского философского общества (2001) и его президент с 29 апреля 2023 года, членкор Британской академии (2006).

## Биография
Окончил Йельский университет (бакалавр summa cum laude, 1968), где учился с 1964 года, принимался в Phi Beta Kappa и Scholar of the House. Затем занимался в Торонтском университете и получил там степени магистра (1969) и доктора философии (1972), одновременно работал там же в 1968—1970 и 1971—1972 годах, а в 1970—1971 годах ассоциированный член Американская школа классических исследований в Афинах.
С 1972 по 1974 год ассистент-профессор Университета штата Флорида.
С 1974 года в Колумбийском университете: ассистент, с 1979 года ассоциированный, с 1983 года профессор, в 2006—2007 годах именной (Jay Professor), с 2007 года — эмерит; с 1989 по 1993 год — декан, с 1992 по 1993 год — заместитель вице-президента университета, с 1994 по 2000 годы — заведующий кафедрой антиковедения.
С 1993 по 1997 год — президент Американского общества папирологов.
В 2016 году — президент Общества классических исследований.
В 1998—2004 годах член редакционной коллегии American Journal of Archaeology. Один из главных редакторов 13-томной Encyclopedia of Ancient History (Wiley-Blackwell, 2012).
Член Американского нумизматического общества и Американской академии искусств и наук (2000), Королевской академии Бельгии, членкор Германского археологического института. Куратор изящных искусств Американского философского общества.
Являлся стипендиатом Американского совета научных обществ, Национального фонда гуманитарных наук, мемориального фонда Гуггенхайма, лектором имени J.H. Gray Кембриджа и 92-м Sather Professor Калифорнийского университета в Беркли. Отмечен Mellon Distinguished Achievement Award (2003) и Paideia Institute's Arete Award (2018). Почётный доктор Сорбонны (2016).
Женат, есть сын и дочь.

## Труды
Автор двух десятков книг и более 250 статей.
- The Administration of the Ptolemaic Possessions Outside Egypt (1976)
- Currency and Inflation in Fourth-Century Egypt (1985)
- (co-author) Consuls of the Later Roman Empire (1987)
- Egypt in Late Antiquity (Princeton, 1993)
- The Demography of Roman Egypt (Cambridge, 1994; with Bruce Frier)
- Reading Papyri, Writing Ancient History (London, 1995)
- The Kellis Agricultural Account Book (1997)
- The Hellenistic Period: Historic Sources in Translation (Oxford, 2004; with Peter Derow[англ.])
- Women’s Letters from Ancient Egypt, 300 BC-AD 800. — Ann Arbor, MI: University of Michigan Press, 2006. (With Raffaella Cribiore)
- Early Christian Books in Egypt (2009)
- Everyday Writing in the Graeco-Roman East (2010)
- The Encyclopedia of Ancient History :  [англ.] : in 13 vol. / Ed. by Roger S. Bagnall [and others]. — Malden, MA : Wiley-Blackwell, 2013. — cxliv, 7492 p. — ISBN 978-1-405-17935-5. — ISBN 14-051-7935-X. — OCLC 230191195.
- Bagnall R., Aravecchia N., Cribiore R., Davoli P., McFadden S., Kaper O. E. An Oasis City, New York: NYU Press, 2015
- Roman Egypt (2021)